# Ernst Rudolf von Trautvetter
Ernst Rudolf von Trautvetter, né le 8 février 1809 à Mittau en gouvernement de Courlande et mort le 12 janvier 1889 à Saint-Pétersbourg est un botaniste allemand de la Baltique, sujet de l'Empire russe.

## Biographie
Il fait ses études à l'université allemande de Dorpat en 1825, d'abord à la faculté de médecine, puis à celle de physique et mathématiques. Il est élève en botanique du professeur von Ledebour. Il obtient une médaille d'or en botanique en 1829 et passe sa thèse en 1833. Il obtient un doctorat de philosophie de l'université de Königsberg en 1835.
Trautvetter est nommé adjoint du directeur du jardin botanique de Dorpat en 1834. Après sa thèse, il est nommé docent de l'université de Dorpat en botanique. Il devient en 1835, conservateur-adjoint du directeur du jardin botanique impérial de Saint-Pétersbourg, le professeur Friedrich Ernst Ludwig von Fischer.
Il est nommé professeur ordinaire de botanique à l'université Saint-Vladimir de Kiev en 1838 (titre effectif en 1839). Il dirige le jardin botanique de cette université de 1838 à 1847 qui se trouvait alors à Kremenets. À partir de 1841, il s'efforce de créer un véritable jardin botanique à Kiev, qu'il dirige, jusqu'en 1852, ainsi que l'herbarium de l'université (de 1838 à 1852). Il a également la responsabilité du cabinet agronomique (de 1839 à 1843) et du cabinet de minéralogie (de 1842 à 1846). Il donne des cours de géologie et de minéralogie à l'université Saint-Vladimir de 1842 à 1845. Il devient le recteur de l'université à partir de 1847 pour un mandat de quatre ans; mais il donne sa démission en 1850. Il prend sa retraite en 1859 et il est nommé membre d'honneur du corps professoral de l'université.
Il devient en 1860 directeur de l'institut des mines du gouvernement de Moguilev. Il est appelé au jardin botanique de Saint-Pétersbourg en 1864 dont il devient le directeur en 1866, jusqu'en 1875, date à laquelle il donne sa démission pour raison de santé, avec le rang de conseiller secret. Il est remplacé par Eduard von Regel.
L'herbier de Trautvetter est conservé au jardin botanique de Saint-Pétersbourg, et une partie de l’Herbarium universale avec 3 377 espèces à l'université de technique des forêts de Saint-Pétersbourg.
L'académie impériale des sciences de Saint-Pétersbourg le reçoit en tant que membre-correspondant dès 1837.
Il est spécialiste de la flore du Caucase et d’Asie centrale. Il s’occupe des plantes récoltées par Alexander Theodor von Middendorff (1815-1894) lors de son voyage en Sibérie en 1843-1844. Il est également l’auteur de Grundriss einer Geschichte der Botanik in Bezug auf Russland (Saint-Pétersbourg, 1837).

## Espèces étudiées par Trautvetter
- Acelidanthus Trautv. & C.A.Mey. in Middend.
- Microselinum Andrz. ex Trautv.
- Thuiaecarpus Trautv.
- Trigonocaryum Trautv.
- Diptychocarpus Trautv.